# Gabon világörökségi helyszínei
Gabon területéről eddig két helyszín került fel a világörökségi listára, hat helyszín a javaslati listán várakozik a felvételre.
| | A Lopé-Okanda kultúrtáj ökoszisztémája és reliktumai |
| 2007 |                                                      |
| Vegyes (III)(IV)(IX)(X) |                                                      |
| Védett terület: 491 291 ha, puffer zóna:150 000 ha, hivatkozás: 1147 |                                                      |
| Az Egyenlítő közelében fekvő Lopé-Okanda kultúrtáj a trópusi esőerdő és a szárazabb szavanna egyik határterülete. Itt az Ogooué-folyó mellett egy ezer négyzetkilométeres térségben nyílt területek és erdők részek váltakoznak. A nyílt vidékek még a kőkorszakban kezdődő emberi beavatkozásra jöttek létre és ez a folyamat napjainkban is tart. A térség mindig is a Szaharától délre élő törzsek egyik fontos vándorlási útvonala volt Nyugat-Afrikából Közép-, Kelet- és Dél-Afrikába irányában. A védett területen jól nyomon követhetők a fajok és az élőhelyek átalakulása és alkalmazkodásuk a jégkorszak utáni körülményekhez. A folyóvölgyben és a környező dombokon számos helyen folytattak ásatásokat, a leletek alapján feltételezhető, hogy a környék már négyszázezer éve lakott. A feltárások során viszonylag jó állapotban lévő lakóhelymaradványokat is azonosítottak. Az újkőkorszakból sziklarajzok maradtak ránk és jelentősek a vaskorra datálható leletek is. A sziklarajzok túlnyomó többsége geometrikus mintákat ábrázol, a többi embereket, kisebb emlősöket és hüllőket. A kultúrtáj számos veszélyeztetett nagy testű emlősfajnak is menedékek nyújt. A növényfajok közül eddig több mint ezerötszázat katalogizáltak de a feltételezések szerint ez csak az összes itt élő fajnak csak a fele. |                                                      |

| | Ivindo Nemzeti Park |
| 2021 |                     |
| Természeti (IX)(X) |                     |
| Védett terület: 298 758 ha, puffer zóna: 182 268 ha, hivatkozás: |                     |
| A Gabon északi részén az egyenlítő közelében fekvő majdnem 300 000 hektáros védett övezet nagy része érintetlen, jellegzetessége gyors folyóinak és vízeséseinek hálózata, amelyek az őserdőkkel együtt kivételesen szép tájat alkotnak. Vízi élőlényei közül figyelemre méltóak endemikus édesvízi halfajai, amelyek közül tizenhárom veszélyeztetett fajt tartanak nyilván és változatos vízinövényei. A terület halfajainak jelentős részét még nem írták le, a védett övezet egyes részeit még alig kutatták. Feltételezhető az is, hogy minden vízesés körül mikro-endemikus növényzet alakult ki. A nemzeti park esőerdői bioföldrajzilag egyedülállóak és felbecsülhetetlen értéket képviselnek. Élőhelyet nyújtanak többek között olyan állatfajoknak mint a kritikusan veszélyeztetett erdei elefánt, a nyugati síkvidéki gorilla, a csimpánz, a mandrill, a leopárd, az afrikai aranymacska és egyes tobzoskafajok. A parkban nagy egyedszámban és fajgazdagságban fordulnak elő különböző lepke- és madárfajok is. |                     |

## Elhelyezkedése
| Lopé-Okanda Ivindo Nemzeti Park |

## Javasolt helyszínek
| Megnevezés                    | Kép | Típus      | Kritérium          | Év   | Link |
| ----------------------------- | --- | ---------- | ------------------ | ---- | ---- |
| Moukalaba-Doudou Nemzeti Park |     | Természeti | VII, X             | 2022 | 6586 |
| Lastoursville-barlangok       |     | Vegyes     | III, VI, VII, VIII | 2022 | 6587 |
| Moulendé fosszília lelőhelye  |     | Természeti | VIII               | 2022 | 6590 |
| Birougou Nemzeti Park         |     | Természeti | IX, X              | 2022 | 6591 |
| Batéké Plateau Nemzeti Park   |     | Vegyes     | V, VII, VIII       | 2022 | 6592 |
| Loango Nemzeti Park           |     | Természeti | VII, X             | 2022 | 6593 |